# Аніта Гансбо
Аніта Гансбо (нар. 25 серпня 1960, Швеція)  — шведський математик і академічний адміністратор, колишній ректор і  президент у Єнчепінгському університеті. 

## Освіта і початкова кар'єра
Гансбо отримала ступінь доктора філософії у 2000 році в Гетеборзькому університеті. Її дисертація «Деякі результати, пов'язані зі згладжуванням в дискретизованих лінійних параболічних рівняннях» була під керівництвом Відара Томе.
До приїзду в Університет Єнчепінга Гансбо викладала у Гетеборзькому університеті, Технологічному університеті Чалмерса, Університеті Карлстада та Університеті Заходу. Вона приїхала до Університету Заходу в 1990-х роках, і в 2004 році стала заступником віце-канцлера.

## Єнчепінг
У 2007 році вона переїхала в Університет Єнчепінга і стала директоркою університету, в 2009 році стала виконуючим обов'язки ректора, а в 2010 році — ректоркою університету.
Як голова університету, вона головувала над її офіційною зміною назви від Вища школа i Єнчепінг до свого англійського перекладу, Єнчепінга Університет. Проте, її критикували за централізацію структури влади в університеті.
У 2016 році вона виїхала з університету з приводу хронічної втоми і оголосила про відставку з посади ректора, з червня 2018 року залишилась на посаді професора математики. 

## Зовнішні посилання
- Видання Аніта Гансбо Google Академия  [Архівовано 7 лютого 2021 у Wayback Machine.]